# Teno Roncalio

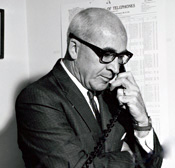
Teno Roncalio

Teno Roncalio (* 23. März 1916 in Rock Springs, Sweetwater County, Wyoming; † 30. März 2003 in Cheyenne, Wyoming) war ein US-amerikanischer Politiker. Zwischen 1965 und 1979 vertrat er den Bundesstaat Wyoming zwei Mal im US-Repräsentantenhaus.

## Frühe Jahre
Teno Roncalio besuchte die öffentlichen Schulen seiner Heimat und dann bis 1947 die University of Wyoming. Seine Studienzeit wurde durch den Zweiten Weltkrieg unterbrochen, an dem er als Soldat der US Army teilnahm. Er war unter anderem bei der Landung in der Normandie im Juni 1944 beteiligt. Nach dem Krieg und seiner Zulassung als Rechtsanwalt arbeitete Roncalio zunächst in diesem Beruf. Von 1950 bis 1956 war er stellvertretender Bezirksstaatsanwalt im Laramie County.

## Politische Laufbahn
Roncalio war Mitglied der Demokratischen Partei. In Wyoming war er lange im Vorstand der Partei und von 1957 bis 1961 auch deren Vorsitzender. Zwischen 1956 und 1968 war er Delegierter zu allen Democratic National Conventions. In den Jahren 1969 und 1970 gehörte er dem Democratic National Committee an. Von 1961 bis 1965 war Roncalio Mitglied der International Joint Commission, einer Kommission, die aus Mitgliedern aus den Vereinigten Staaten und aus Kanada bestand und sich unter anderem mit den Wasserstraßen im gemeinsamen Grenzgebiet vor allem im Nordosten der USA befasste.
Bei den Kongresswahlen des Jahres 1964 wurde Teno Roncalio als Nachfolger von William Henry Harrison in das US-Repräsentantenhaus gewählt. Dort absolvierte er zwischen dem 3. Januar 1965 und dem 3. Januar 1967 eine Legislaturperiode. Im Jahr 1966 bewarb er sich erfolglos um den Einzug in den US-Senat. Nachdem er bei den Kongresswahlen des Jahres 1970 erneut in das Repräsentantenhaus gewählt worden war, konnte er am 3. Januar 1971 wieder in den Kongress einziehen. Nach einigen Wiederwahlen behielt er sein Mandat bis zu seinem Rücktritt am 30. Dezember 1978. Bei den Wahlen im November 1978 hatte er sich schon nicht mehr beworben.

## Weiterer Lebenslauf
Nach seiner Rückkehr nach Wyoming war Roncalio von 1979 bis 1982 Mitglied einer Kommission, die sich mit den Wasserrechten der Indianer befasste. Danach zog er sich endgültig aus der Politik zurück. Teno Roncalio starb im März 2003 und wurde in Cheyenne beigesetzt.